# Pola Plummer
Pola Plummer – postać z serii książkowej „Opowieści z Narnii” brytyjskiego pisarza fantasy C.S. Lewisa.
Występuje w książce „Siostrzeniec czarodzieja” oraz po wypadku w „Ostatniej bitwie”
W książce „Siostrzeniec czarodzieja” Polly, mając kilkanaście lat, spotyka swojego rówieśnika, Digorego, mieszkającego w sąsiedztwie. Jego wuj zrobił pierścienie, umożliwiające przejście między światami. Za pomocą tych pierścieni Pola, a za nią Digory przenoszą się do innych światów, w tym do świata Charn, którego istnienie dobiegało już końca. Są świadkami stworzenia Narnii przez Aslana. Na skutek niewiedzy przenoszą też między światami wiedźmę Jadis, która zostaje złą mocą Narnii. Pola i Digory, aby ocalić Narnię, na polecenie Aslana, wyprawiają się po cudowne jabłko. Podróż tę odbywają na grzbiecie Truskawka przemienionego w skrzydlatego konia - po owej przemianie nadano mu imię Pegaz. Po powrocie do swojego świata, dzieci zakopują pierścienie, aby nie mogły być użyte.
W „Ostatniej Bitwie” Pola będąc dorosłą kobietą jedzie pociągiem, kiedy on się wykoleja. Trafia do krainy Aslana i zostaje tam na zawsze. Jest razem z Digorym świadkiem końca Narnii.